# Copa Presidente 2015/16
La Copa Honduras 2015/16 fue la undécima edición de la Copa de Honduras y la segunda desde su reanudación y rebautización como  Copa Presidente. El Olimpia es el campeón vigente. Esta copa es una creación del gobierno de Honduras con parte del dinero de la Tasa de Seguridad.  Esta propuesta es para apoyar el crecimiento del deporte y mantener a la juventud libre de vicios así como promover el turismo interno a los pequeños pueblos.
La copa está compuesta con 64 equipos provenientes de las tres primeras divisiones del país.  Hay un total de 10 clubes de la Liga Nacional (Primera División), 27 de la Liga de Ascenso (2.ª división) y 27 de la Liga Mayor (3.ª división). Fue la primera vez que el torneo se realizó en dos años calendario.
Juticalpa Fútbol Club obtuvo su primer título al derrotar al Real Club Deportivo España en la final.

## Participantes
Liga Nacional
|  | Honduras Progreso (El Progreso, Yoro) Juticalpa (Juticalpa, Olancho) Marathón (San Pedro Sula, Cortés) Motagua (Tegucigalpa, Francisco Morazán) Olimpia (Tegucigalpa, Francisco Morazán) | Platense (Puerto Cortés, Cortés) Real España (San Pedro Sula, Cortés) Real Sociedad (Tocoa, Colón) Victoria (La Ceiba, Atlántida) Vida (La Ceiba, Atlántida) |

Liga de Ascenso
Liga Mayor

## Torneo
La primera ronda inició el 7 de octubre de 2015 y la final se jugó el 23 de julio de 2016.
| Ronda            | Fechas                   | Fechas                   | Partidos | Clubes  |
| Ronda            | Ida                      | Vuelta                   | Partidos | Clubes  |
| ---------------- | ------------------------ | ------------------------ | -------- | ------- |
| Treindaidosavos  | 7–8 de octubre de 2015   | 7–8 de octubre de 2015   | 32       | 64 → 32 |
| Dieciseisavos    | 4–5 de noviembre de 2015 | 4–5 de noviembre de 2015 | 16       | 32 → 16 |
| Octavos          | 13 de enero de 2016      | 13 de enero de 2016      | 8        | 16 → 8  |
| Cuartos de Final | 17 de febrero de 2016    | 1–2 de marzo de 2016     | 8        | 8 → 4   |
| Semifinales      | 23–24 de marzo de 2016   | 13 de abril de 2016      | 4        | 4 → 2   |
| Tercer lugar     | 22 de julio de 2016      | 22 de julio de 2016      | 1        | —       |
| Final            | 23 de julio de 2016      | 23 de julio de 2016      | 1        | 2 → 1   |

## Premios
| Lugar      | Premio Por club |
| ---------- | --------------- |
| 3er Lugar  | L. 100,000      |
| 2 de Lugar | L. 300,000      |
| Campeón    | L. 500,000      |

## Treindaidosavos
|  | Local | vs. | Visita |  |  |

|  | Local | vs. | Visita |  |  |

|  | Local | vs. | Visita |  |  |

|  | Local | vs. | Visita |  |  |

|  | Local | vs. | Visita |  |  |

|  | Local | vs. | Visita |  |  |

|  | Local | vs. | Visita |  |  |

|  | Local | vs. | Visita |  |  |

|  | Local | vs. | Visita |  |  |

|  | Local | vs. | Visita |  |  |

|  | Local | vs. | Visita |  |  |

|  | Local | vs. | Visita |  |  |

|  | Local | vs. | Visita |  |  |

|  | Local | vs. | Visita |  |  |

|  | Local | vs. | Visita |  |  |

|  | Local | vs. | Visita |  |  |

|  | Local | vs. | Visita |  |  |

|  | Local | vs. | Visita |  |  |

|  | Local | vs. | Visita |  |  |

|  | Local | vs. | Visita |  |  |

|  | Local | vs. | Visita |  |  |

|  | Local | vs. | Visita |  |  |

|  | Local | vs. | Visita |  |  |

|  | Local | vs. | Visita |  |  |

|  | Local | vs. | Visita |  |  |

|  | Local | vs. | Visita |  |  |

|  | Local | vs. | Visita |  |  |

|  | Local | vs. | Visita |  |  |

|  | Local | vs. | Visita |  |  |

|  | Local | vs. | Visita |  |  |

|  | Local | vs. | Visita |  |  |

|  | Local | vs. | Visita |  |  |

## Dieciseisavos
|  | Local | vs. | Visita |  |  |

|  | Local | vs. | Visita |  |  |

|  | Local | vs. | Visita |  |  |

|  | Local | vs. | Visita |  |  |

|  | Local | vs. | Visita |  |  |

|  | Local | vs. | Visita |  |  |

|  | Local | vs. | Visita |  |  |

|  | Local | vs. | Visita |  |  |

|  | Local | vs. | Visita |  |  |

|  | Local | vs. | Visita |  |  |

|  | Local | vs. | Visita |  |  |

|  | Local | vs. | Visita |  |  |

|  | Local | vs. | Visita |  |  |

|  | Local | vs. | Visita |  |  |

|  | Local | vs. | Visita |  |  |

|  | Local | vs. | Visita |  |  |

## Octavos
|  | Local | vs. | Visita |  |  |

|  | Local | vs. | Visita |  |  |

|  | Local | vs. | Visita |  |  |

|  | Local | vs. | Visita |  |  |

|  | Local | vs. | Visita |  |  |

|  | Local | vs. | Visita |  |  |

|  | Local | vs. | Visita |  |  |

|  | Local | vs. | Visita |  |  |

## Cuartos de final

### Ida
|  | Local | vs. | Visita |  |  |

|  | Local | vs. | Visita |  |  |

|  | Local | vs. | Visita |  |  |

|  | Local | vs. | Visita |  |  |

### Vuelta
|  | Local | vs. | Visita |  |  |

|  | Local | vs. | Visita |  |  |

|  | Local | vs. | Visita |  |  |

|  | Local | vs. | Visita |  |  |

## Semifinales

### Ida
|  | Local | vs. | Visita |  |  |

|  | Local | vs. | Visita |  |  |

### Vuelta
|  | Local | vs. | Visita |  |  |

|  | Local | vs. | Visita |  |  |

## Tercer lugar
|  | Local | vs. | Visita |  |  |

## Final
|  | Local | vs. | Visita |  |  |

|  |  |

| Plantilla   |    |                        |  |     |
|             |    |                        |  |     |
| P           | –  | Sebastián Portigliatti |  |     |
| D           | 2  | Marlon Peña            |  | 56' |
| D           | 19 | Sergio Mendoza         |  |     |
| M           | 3  | Erick Peña             |  |     |
| M           | 16 | Esdras Padilla         |  | 89' |
| M           | 30 | José Williams          |  |     |
| A           | 20 | Juan Mejía             |  | 79' |
| A           | 21 | Rony Flores            |  |     |
| D           | 24 | Sendel Cruz            |  |     |
| D           | –  | Jesús Munguía          |  |     |
| M           | –  | Edwin León             |  | 63' |
| Cambios:    |    |                        |  |     |
| –           | –  | Aldo Oviedo            |  | 63' |
| –           | –  | Horacio Parham         |  | 79' |
| –           | –  | Blás Hernández         |  | 89' |
| D.T.        |    |                        |  |     |
| Wilmer Cruz |    |                        |  |     |

| Plantilla   |    |                      |  |     |
|             |    |                      |  |     |
| P           | 1  | Kevin Hernández      |  |     |
| D           | 2  | Osman Chávez         |  | 21' |
| D           | 5  | Wilfredo Barahona    |  |     |
| D           | 18 | José Velásquez       |  |     |
| D           | 25 | Javier Portillo      |  | 27' |
| D           | 28 | César Oseguera       |  |     |
| M           | 23 | Edder Delgado        |  |     |
| A           | 19 | Domingo Zalazar      |  | 61' |
| A           | 35 | Claudio Cardozo      |  |     |
| A           | –  | Cristhian Altamirano |  |     |
| A           | –  | Luciano Ursino       |  | 71' |
| Cambios:    |    |                      |  |     |
| A           | 59 | Román Valencia       |  | 61' |
| –           | –  | Jhovany Mina         |  | 71' |
| –           | –  | Bandera de ?         |  |     |
| D.T.        |    |                      |  |     |
| Mauro Reyes |    |                      |  |     |

## Controversia
Juticalpa y Real España clasificaron a la final del torneo luego de derrotar a Real Sociedad de Tocoa y Olimpia respectivamente. La final fue preparada para jugarse a finales de mayo. Pero a finales de abril Juticalpa y Real España fueron eliminados del Torneo de Liga, ambos clubes decidieron posponer el encuentro hasta julio y enviar sus jugadores a vacaciones (durante mayo). A mediados de julio, ambos clubes adquirieron nuevos jugadores motivo de la temporada entrante. Los organizadores del torneo estuvieron en desacuerdo a la utilización de los nuevos jugadores para la final del torneo, debido a que no estaban registrados al inicio del torneo. Consecuentemente, Juticalpa anunció que no jugarían la final puesto que se quedaron cortos de jugadores(inscrito en el torneo) tras el mercado de transferencias.  Al día siguiente, El comité del torneo falló en favor de Juticalpa y finalmente se anunció que ambos clues podrían jugar con las nuevas contrataciones.